# 프리티 리듬: 올스타 셀렉션
《프리티 리듬: 올스타 셀렉션》(일본어: プリティーリズム・オールスターセレクション 프리티리즈무오르스타셀렉션[*], Pretty Rhythm: All Selection)는 타카라 토미와 신 소피아가 공동 개발한 일본의 아케이드 비디오 게임 《프리티 리듬》과 《프리파라》를 원작으로 하는 텔레비전 애니메이션의 걸작선이다. 또한 《프리티 리듬: 오로라 드림》과 《프리티 리듬: 디어 마이 퓨처》, 《프리티 리듬: 레인보우 라이브》의 전작 3작품을 모아, 2014년 4월 5일부터 6월 28일까지 TV 도쿄에서 방송되었다.

## 개요
3 시리즈 전 153화 동안 방송된 〈프리티 리듬〉 시리즈의 대미를 장식하는 걸작선이자, 〈프리티 리듬〉 시리즈와 〈프리파라〉를 잇는 가교 역할도 담당하는 프로그램이다. 〈프리티 리듬: 오로라 드림〉, 〈프리티 리듬: 디어 마이 퓨처〉, 〈꿈의 라이브 프리즘스톤〉, 〈프리파라〉의 주인공이 모두 모였고, 〈프리티 리듬〉 각 시리즈의 주인공들이 〈프리파라〉에서 아이돌으로 데뷔하는 마나카 라라/라라에게 아이돌로서의 마음가짐을 자신들이 프로그램 내에서 겪은 에피소드를 통해서 가르친다는 형태로 진행한다. 또, 〈프리파라〉의 존재가 프로그램 내에서 발표된 제 9화 이후는 〈프리파라〉에 대해서도 다소이지만 설명하고 있다.
타이틀 로고는 아케이드 게임 〈프리티 리듬: 올스타 레전드 코데편〉의 문자 변경이다.

## 등장인물
꿈의 라이브 프리즘스톤 스타
꿈의 라이브 프리즘스톤#벨로즈
프리티 리듬 오로라 드림 스타
프리티 리듬: 오로라 드림
디어 마이 퓨처 스타
프리티 리듬: 디어 마이 퓨처
프리파라 스타
프리파라

## 같이 보기
- 프리티 리듬
- 프리티 리듬: 오로라 드림
- 꿈의 보석 프리즘스톤
- 꿈의 라이브 프리즘스톤
- 프리파라